# Нисан
Ниса́н (ивр. נִיסָן‎, араб. نيسان‎, происходит от аккадского нисанну, со значением, толкуемым как «первые плоды» или же «первый») — в еврейском календаре первый месяц библейского и седьмой гражданского года. В Торе называется Авив. Приходится на март — апрель григорианского календаря. В современных арабоязычных странах Леванта (Ливан, Сирия, Иордания, Ирак, палестинские территории) и в турецком языке соответствует апрелю по григорианскому календарю.
В иудаизме этот месяц называется царским (ивр. חודש המלך‎, «ходеш ха-мелех»), главой всех месяцев (ивр. חודש החודשים‎, «ходеш ха-ходашим»). Длится 30 дней.

## Христианские памятные даты
В первые века христианства, до установления Никейской пасхалии, некоторые христианские общины 14 нисана совершали Вечерю Господню, вспоминая о страданиях Христа. Обычай отмечать христианскую Пасху 14 нисана (вместе с иудейской) восходит к квадродециманам (четыренадесятникам). Как отмечает Иероним Стридонский, в малоазийских церквях, особенно евреями-христианами, в I веке н. э. праздник ежегодно отмечался вместе с иудейской Пасхой — 14 нисана, так как и иудеи, и христиане ожидали в этот день пришествие Мессии.
Вечером 14 нисана (после захода солнца) Свидетели Иеговы и приглашённые ими лица отмечают Вечерю Господню. Также 14 нисана отмечают Вечерю Господню Свободные Исследователи Библии и «Епифания».

## Иудейские праздники и памятные даты
«В белом плаще с кровавым подбоем, шаркающей кавалерийской походкой, ранним утром четырнадцатого числа весеннего месяца нисана в крытую колоннаду между двумя крыльями дворца Ирода Великого вышел прокуратор Иудеи Понтий Пилат.» (М. Булгаков «Мастер и Маргарита»)
11 Нисана — день рождения Менахема Менделя Шнеерсона.
На 15-й день этого месяца еврейский народ празднует Песах, который продолжается 7 дней. Вечером 14 нисана (после захода солнца) евреи собираются за праздничным столом на Пасхальный Седер и читают Пасхальную Агаду.
Со второго дня Песаха ведётся отсчёт дней Омера (праздника приношения первых колосков пшеницы).
27 нисана в Израиле отмечают День памяти Катастрофы (Йом Ха-Шоа) в память о Холокосте, приуроченном ко времени Восстания в Варшавском гетто.

## Исторические события, произошедшие в нисане

### События, описанные в Танахе
- 14 нисана — Аврам переправляется через Евфрат
- 14 нисана — исход евреев из Египта

### События, описанные в Новом Завете
Предположительно, 3794 (33) год
- 8 нисана — приход Иисуса Христа в Вифанию за шесть дней до Пасхи (Ин. 11:55—12:1)
- 8 нисана — пир в доме Симона, прокажённого, помазание Иисуса миром (Ин. 12:1—8:1)
- 9 нисана — вход Господень в Иерусалим (Ин. 12:12—15:1)
- 10 нисана — изгнание торгующих из храма
- 11 нисана — предсказание о падении Иерусалима
- 12 нисана — предательство Иуды Искариота
- 13 нисана — приготовления к Пасхе
- 14 нисана — Тайная Вечеря (пасхальный ужин с 12 апостолами), отречение Петра, самоубийство Иуды Искариота, суд, пытки, казнь на Голгофе и погребение Иисуса Христа
- 15 нисана — выставление стражи у гробницы Иисуса
- 16 нисана — воскресение Иисуса Христа

### События иудейской истории
- 14 нисана 4895 года[7] (30 марта 1135), по другим сведениям в 1138 году[8] родился Моше бен Маймон.